# Dactylolabis
Dactylolabis es un género de dípteros nematóceros perteneciente a la familia Limoniidae. Está emplazado en su propia subfamilia, Dactylolabinae. Dactylolabis contiene las siguientes especies:
- Subgénero Bothrophorus Savchenko, 1984
  - Dactylolabis monstrosa (Savchenko, 1971)
- Subgénero Coenolabis Savchenko, 1969
  - Dactylolabis aberrans Savchenko, 1963
  - Dactylolabis posthabita (Bergroth, 1888)
- Subénero Dactylolabis Osten Sacken, 1860
  - Dactylolabis adventitia Alexander, 1942
  - Dactylolabis anomala (Kuntze, 1913)
  - Dactylolabis carbonaria Savchenko, 1972
  - Dactylolabis cingulata Savchenko, 1978
  - Dactylolabis confinis Lackschewitz, 1940
  - Dactylolabis corsicana Edwards, 1928
  - Dactylolabis cubitalis (Osten Sacken, 1869)
  - Dactylolabis degradans Savchenko, 1978
  - Dactylolabis denticulata (Bergroth, 1891)
  - Dactylolabis dilatata (Loew, 1856)
  - Dactylolabis dilatatoides Savchenko, 1978
  - Dactylolabis diluta Alexander, 1922
  - Dactylolabis gracilistylus Alexander, 1926
  - Dactylolabis grunini Savchenko, 1978
  - Dactylolabis hirtipes Savchenko, 1978
  - Dactylolabis hispida Alexander, 1966
  - Dactylolabis hortensia (Alexander, 1914)
  - Dactylolabis hudsonica Alexander, 1931
  - Dactylolabis imitata Alexander, 1945
  - Dactylolabis jonica Lackschewitz, 1940
  - Dactylolabis knowltoni Alexander, 1941
  - Dactylolabis laticellula Savchenko, 1978
  - Dactylolabis longicauda Alexander, 1922
  - Dactylolabis luteipyga Alexander, 1955
  - Dactylolabis mokanica Alexander, 1940
  - Dactylolabis montana (Osten Sacken, 1860)
  - Dactylolabis nitidithorax (Alexander, 1918)
  - Dactylolabis novaezemblae (Alexander, 1925)
  - Dactylolabis nubecula Kuntze, 1913
  - Dactylolabis opaca Savchenko, 1978
  - Dactylolabis parviloba Alexander, 1944
  - Dactylolabis pechlaneri Mendl, 1976
  - Dactylolabis pemetica Alexander, 1936
  - Dactylolabis postiana Alexander, 1944
  - Dactylolabis pteropoecila (Alexander, 1921)
  - Dactylolabis retrograda Savchenko, 1978
  - Dactylolabis rhicnoptiloides (Alexander, 1919)
  - Dactylolabis rhodia Loew, 1869
  - Dactylolabis satanas Savchenko, 1971
  - Dactylolabis sexmaculata (Macquart, 1826)
  - Dactylolabis sohiyi Byers & Rossman, 2003
  - Dactylolabis sparsimacula Alexander, 1942
  - Dactylolabis subdilatata Stary, 1969
  - Dactylolabis supernumeraria Alexander, 1929
  - Dactylolabis symplectoidea Egger, 1863
  - Dactylolabis transversa (Meigen, 1804)
  - Dactylolabis wodzickii (Nowicki, 1867)
- Subénero Eudactylolabis Alexander, 1950
  - Dactylolabis damula (Osten Sacken, 1877)
  - Dactylolabis vestigipennis Alexander, 1950